# Дурасов, Владимир Александрович
Владимир Александрович Дурасов (14 июня 1935, с. Кугарчи, Зианчуринский район, Башкирская АССР, РСФСР — 4 мая 2020, Москва) — советский государственный деятель, Министр цветной металлургии СССР (1986—1989), Первый заместитель председателя Госплана СССР — Министр СССР (1989—1991).

## Биография
В 1958 г. окончил Уральский политехнический институт им. С. М. Кирова по специальности инженер-металлург; в 1980 г. — Академию народного хозяйства при Совете Министров СССР по специальности экономика, организация управления и планирования народного хозяйства.
- 1958—59 гг. — младший научный сотрудник Института металлургии Уральского филиала Академии наук СССР.
- 1959—68 гг. — мастер шахтных печей, заместитель начальника, старший мастер шахтного участка, начальник шахтного участка плавильного цеха комбината «Южуралникель», г. Орск Оренбургской области.
- 1968—75 гг. — заместитель директора по экономическим вопросам,
- 1975—78 гг. — директор комбината «Южуралникель», г. Орск Оренбургской области.
- 1978—80 гг. — слушатель Академии народного хозяйства при Совете Министров СССР.
- 1980 г. — заместитель начальника Планово-экономического управления Министерства цветной металлургии СССР.
- 1980—83 гг. — заместитель Министра — начальник Всесоюзного промышленного объединения вторичной цветной металлургии (Союзвторцветмет) Министерства цветной металлургии СССР.
- 1983—86 гг. — заместитель заведующего Отделом тяжелой промышленности и энергетики ЦК КПСС.
- 1986—89 гг. — министр цветной металлургии СССР.
- 1989—91 гг. — первый заместитель председателя Госплана СССР — министр СССР.
- 1991 г. — первый заместитель министра экономики и прогнозирования СССР.

С 1992 г. — председатель Международного фонда приватизации и инвестиций.
Член КПСС в 1964-91 гг. Депутат Верховного Совета СССР 11 созыва.
Умер 4 мая 2020 года. Прах захоронен в колумбарии на Ваганьковском кладбище Москвы.

## Награды
Награждён двумя орденами Трудового Красного Знамени.